# Pexopsis orientalis
Pexopsis orientalis är en tvåvingeart som beskrevs av Sun och Zhao 1993. Pexopsis orientalis ingår i släktet Pexopsis och familjen parasitflugor.
Artens utbredningsområde är Zhejiang (Kina). Inga underarter finns listade i Catalogue of Life.